# Lophomilia flaviplaga
Lophomilia flaviplaga là một loài bướm đêm trong họ Noctuidae.